# Victoria Francés

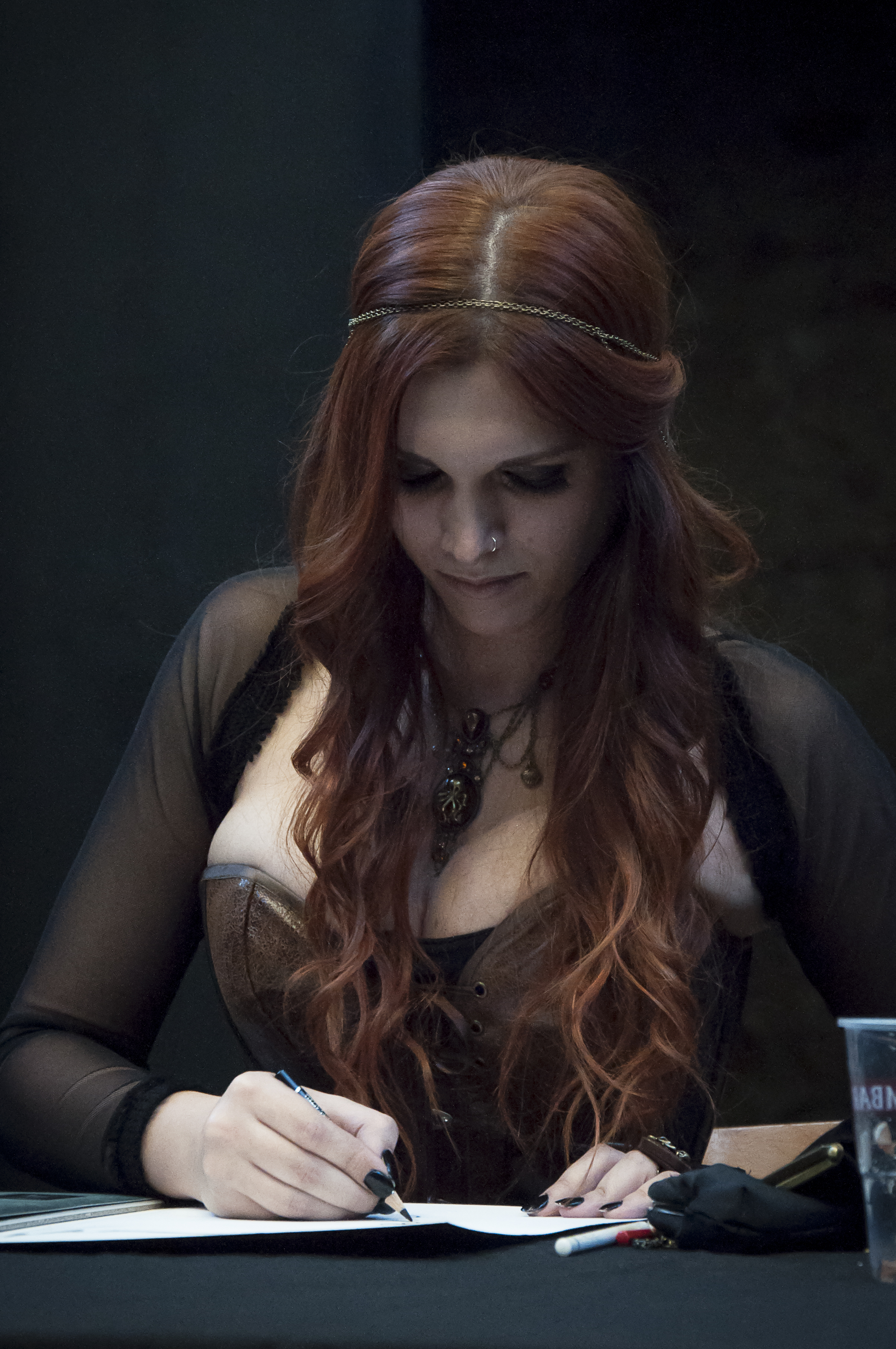
Victoria Francés (Expocómic Madrid, 2012)

Victoria Francés (* 25. Oktober 1982 in Valencia) ist eine spanische Künstlerin, die sich sowohl in der Malerei als auch in der Literatur betätigt.
Zwar geboren in Valencia, verbrachte sie einen Teil ihrer Kindheit in Galicien. Erneut in Valencia erwarb sie an der San Carlos Kunstakademie einen Abschluss in bildender Kunst. Der spanische Verlag Norma Editorial veröffentlichte 2004 ihren ersten Favole-Band.
Francés vorherrschender Stil, sowohl ihrer für sie typischen Gemälde, Selbstporträts und Illustrationen, wie auch ihre literarischen Werke lassen sich der Schwarzen Romantik zuordnen. Einflüsse ergeben sich für sie aus der Schauerliteratur und dem Präraffaelismus, häufig wiederkehrende Motive ihrer Gemälde sind dunkle Wälder, Gespenster, Vampirismus und verzweifelte Liebe, inspiriert etwa durch die Schriften Edgar Allan Poes, von Goethe, Anne Rice, Baudelaire oder Bram Stoker.
Vielseitiger zeigte sie sich mit ihren Misty Circus-Werken, die nicht in ihrem typischen Naturalismus gehalten, sondern deutlich comichafter sind.

## Werke
- Favole – Tränen aus Stein Band 1, Norma Editorial 2008, ISBN 978-8484319870
- Favole – Befreie Mich Band 2, Norma Editorial 2009, ISBN 978-8498141283
- Favole – Eiskaltes Licht Band 3, Norma Editorial 2008, ISBN 978-8498146233
- Favole – Gesamtausgabe, Norma Editorial/Cross Cult 2012, ISBN 978-3-86425-060-6
- Angel Wings, Norma Editorial 2007, ISBN 978-8498143072
- Das Klagelied des Meeres, Norma Editorial/Cross Cult 2013, ISBN 978-3-86425-069-9
- Misty Circus, Norma Editorial/Dark Horse 2009/2013, ISBN 978-1-61655-089-9
- Misty Circus II, Norma Editorial/Dark Horse 2010/2012, ISBN 978-8467901887
- Arlene's Heart – Preface, Planeta DeAgostini, ISBN 978-84-679-1058-2
- Arlene's Heart, Planeta DeAgostini, ISBN 978-84-674-5185-6
- Dark Sanctuary, Astiberri Ediciones, ISBN 978-84-92769-25-4